# 蘇西克 (基韋爾齊區)
50°57′0″N 25°25′32″E / 50.95000°N 25.42556°E
蘇西克（烏克蘭語：Суськ），是烏克蘭的村落，位於該國西部沃倫州，由盧茨克區負責管轄，始建於1570年，面積2.29平方公里，海拔高度186米，2001年人口517，人口密度每平方公里225.47人。